# 静進情報高等専修学校
静進情報高等専修学校（せいしんじょうほうこうとうせんしゅうがっこう）は、静岡県静岡市葵区音羽町にある高等専修学校。学校法人駿河学院が運営している。

## 概要
- 不登校の生徒を対象にしている。
- 中学校新卒者だけでなく、転編入生・過年度生も受け入れている。
- 制服はない。「標準服」と呼ばれるものが用意されているが、私服での登校が可能。
- 科学技術学園高等学校と技能連携を行っており、高等課程卒業時に高校の卒業資格を得ることができる。

## 沿革
2000年（平成12年） - 静進情報高等専修学校　開校

## 設置課程・学科
- 全日制課程
- 高等課程　情報教養科

## アクセス
- 静岡鉄道音羽町駅より徒歩約1分
- JR静岡駅より徒歩約10分

## 所在地
- 静岡県静岡市葵区音羽町26番31号